# Gerhard Brügger
Gerhard Brügger (* 1953 in Bern, heimatberechtigt in Frutigen) ist seit Januar 2008 der Schweizerische Generalkonsul in Dubai in den Vereinigten Arabischen Emiraten.
Zuvor war er von Anfang Dezember 2004 bis 2007 im Grad eines Divisionärs der Chef der Schweizerischen Delegation in der Neutralen Waffenstillstands-Überwachungskommission in Panmunjom, Korea. Wie seine Vorgänger war er während seinem Einsatz als „Major General“ genannt.
Gerhard Brügger trat 1984 in den Dienst des Eidgenössischen Departements für auswärtige Angelegenheiten und wurde sukzessive – unterbrochen von Einsätzen an der Zentrale und einem Einsatz als Militärbeobachter für die UNO im ehemaligen Jugoslawien – in Marseille, Dschidda, Amman (temporär) und London eingesetzt.